# Lebor Gabála Érenn
«  Agnoman » redirige ici. Ne pas confondre avec Agnomen.
Le Lebor Gabála Érenn est l’un des récits irlandais majeurs de l’époque médiévale. Ce « livre », véritable cosmogonie, décrit l’invasion de l'île par six peuples mythiques héroïques pré-humains, avant l’arrivée et le règne terrestre des Gaëls. Après avoir été transmis exclusivement de manière orale jusqu’à la fin du VIIIe siècle, ce mythe fondateur de l'Irlande celtique fut ensuite copié, développé et remanié par les clercs pour qu’il soit plus en phase avec l’enseignement de l’Église catholique et la culture de l’époque. La première version écrite du Lebor Gabála Érenn, presque une ébauche (l’Historia Brittonum de Nennius[réf. nécessaire]), date du VIIIe siècle ou du début du IXe siècle. Il existe cinq versions de ce mythe (R1, R2, R3, Min et K) réparties dans 18 manuscrits rédigés entre le XIIe siècle et le XVIIIe siècle. 
- Voir aussi Mythologie celtique irlandaise

## Le peuple de Cesair
Le peuple de Cesair. Cesair (ou Cessair) est la fille de Bith, elle est la première femme à vivre en Irlande durant cinquante jours avant le Déluge qui va anéantir tout son peuple, sauf un : Fintan.

## Les Fomoires
Les Fomoires (Fomores) débarquent sur l'île après le Déluge, ils sont parfois appelés « Géants de la Mer ». Nombreux, ils sont décrits comme affreux, inhumains et démoniaques, et dotés de pouvoirs magiques. Ils combattront tous les occupants successifs, sauf les Fir Bolgs, ils représentent le chaos et le désordre perpétuel.

## Les Partholoniens
Les Partholoniens, du nom de leur chef Partholon, arrivent des années après le Déluge. C'est sous leur âge qu'apparaissent le druidisme, l'agriculture, l'élevage, la métallurgie, mais ils doivent combattre les Fomoires. Une épidémie va les décimer le jour de Beltaine (1er mai). Il n'en réchappe que Tuan Mac Cairill, dont le récit, qui constitue une légende distincte, retrace à son tour l'histoire des invasions. (Première conquête).

## Les Nemediens
Les Nemediens sont conduits par Nemed, dont le nom signifie sacré. Après une période de paix, ils doivent résister aux Fomoires qui tentent de reconquérir l'île et parviennent à s'y implanter. Les Nemediens doivent leur payer tribut chaque année. Après une dernière révolte, ils doivent fuir. (Deuxième conquête).
Agnoman est le père de Nemed (le sacré), le chef de ce peuple mythique. Selon le Lebor Gabála Érenn (le Livre des Conquêtes d'Irlande), cette race inhumaine a occupé l'Irlande après la disparition des Partholoniens, décimés par une épidémie, mais vont en être chassés par les Fomoires.

## Les Fir Bolg
Les Fir Bolg succèdent aux Némédiens, le nom Bolg aurait un rapport avec la foudre mais certains font un rapprochement avec le peuple gaulois des Belges. Ils vont entrer en guerre avec de nouveaux arrivants, les Tuatha Dé Danann et seront vaincus lors de la « Première Bataille de Mag Tuireadh » (Cét-chath Maige Tuired), (Troisième conquête).

## Les Tuatha Dé Danann
Les Tuatha Dé Danann (Tribu de la Déesse Dana) sont les dieux de l'Irlande (avec des équivalences dans tout le monde celtique, que l’on retrouve dans nombre de récits. La « Seconde Bataille de Mag Tuireadh » (Cath Dédenach Maige Tuired) les met aux prises avec les Fomoires qu'ils mettent en déroute. Mais face aux Milésiens, ils doivent se replier dans le Sidh. (Quatrième conquête),,.

## Les Milesiens
Les Milesiens, qu'on appelle aussi les « fils de Mile » (du gaélique "mil" : "soldat" ou "animal") sont originaires d’Espagne, ce sont des humains. Eux aussi arrivent le jour de la fête de Beltaine. Leur chef est le « file » Amorgen Glungel. Après avoir évincés les Tuatha Dé Danann, ils prennent possession de l'île, ce sont les Gaèls. (Cinquième conquête). 

## Les Manuscrits du Lebor Gabála Érenn

### Les dix-huit manuscrits traditionnels du Lebor Gabála Érenn

#### I. Les Rédactions
Il existe cinq rédactions du Lebor Gabála Érenn :
- La Première Rédaction, R1 : contenue dans les manuscrits L et F.
- La Seconde, R2 : contenue dans les manuscrits A, D, E, Delta, P, R et V.
- La Troisième, R3 : contenue dans les manuscrits B, Bétâ, Bétâ1, Bétâ2, H et M. C’est une compilation d’éléments de R1, R2 et d’autres sources.
- La Rédaction Min (contraction de Míniugud) : présente aux côtés des éléments de R2 dans Delta, R et V.
- La Rédaction K (aussi 23K32) : version tardive (1631) de Micheál Ó Cléirigh.

Notes : R3 et K sont des récits artificiellement arrangés. K est basé sur R2 (D), même s’il a des affiliations avec M, et R3.

#### II. Les Manuscrits
On dénombre aujourd’hui en tout 18 manuscrits concernant le Lebor Gabála Érenn. Mais en fait, on peut ramener ce nombre à 11 (Tout d’abord, les manuscrits V ne sont que les parties d’un même document, tout comme les manuscrits F. Ensuite, le manuscrit A est une copie du manuscrit D et les manuscrits sont des dérivés du B).
- A : Stowe A.2.4, rédigé au XVIIe siècle et conservé à la Royal Irish Academy.
- B : Livre de Ballymote, rédigé au XIVe siècle (RIA, référencé 23.P.12).
- Bétâ : H.2.4, rédigé en 1728 et conservé à la Trinity College Library de Dublin.
- Bétâ1 : H.1.15, rédigé vers 1745 (TCL, Dublin).
- Bétâ2 : Stowe D.3.2 (RIA).
- D : Stowe D.4.3, rédigé dans la première moitié du XVe siècle (RIA).
- E : E.3.5., no. 2, rédigé au début du XVe siècle (TCL, Dublin).
- F1 : Livre de Fermoy, rédigé dans la deuxième moitié du XIVe siècle (RIA, référencé 23 E. 29).
- F2 : Stowe D.III.I, rédigé dans la deuxième moitié du XIVe siècle.
- H : H.2.15, no.1, rédigé au plus tôt dans la première moitié du XIIIe siècle (TCL, Dublin).
- L : Livre de Leinster, rédigé vers 1150 (TCL, Dublin, référencé H.2.18).
- Delta : Livre de Lecan, Premier texte, rédigé vers 1417-1418 (RIA, référencé 23.P.2).
- M : Livre de Lecan, Deuxième texte.
- P : P 10266, rédigé vers 1480-1520  et conservé à la National Library à Dublin.
- R : Rawlinson B.512, rédigé au XVe siècle et conservé à la Bodleian Library.
- V1 : Stowe D.5.1 (RIA).
- V2 : Stowe D.4.1 (RIA).
- V3 : Stowe D.1.3 (RIA).

#### III. Les Manuscrits perdus
- Q et X : R1 originaux.
- W et Z : R2 originaux.
- VB : original dont B est tiré.
- 2VB : original dont B est tiré.
- nVB : prédécesseur de B.
- VBH : prédécesseur commun de B et H.
- &L : manuscrit parallèle à L.
- &R3 : manuscrit dont tous les manuscrits R3 existants sont tirés.
- &R3 : copiste ou compilateur du R3 (est peut-être celui du &R).

### Manuscrits rattachés au mythe des invasions de l’Irlande

#### I. Le témoignage de Nennius
Les écrits de Nennius sont les plus anciens témoignages concernant le Lebor Gabála Érenn.
- Historia Britonum : 35 manuscrits (le plus ancien, qui n’est pas l’original, date de 828-829 : Harleian MS 3859).
- La version irlandaise de l’Historia Britonum : contenue dans 3 manuscrits :
  - Livre de Lecan.
  - Livre de Ballymote.
  - H. 3.17 (ouvrage rassemblant des écrits des XIVe, XVe et XVIe siècles).

#### II. Le Livre de la Vache Brune
- Dublin, Royal Irish Academy, MS 1229 (alias 23 E 25 alias Lebor na hUidre, date du XIe siècle et modifié au XIIe)

#### III. Les Deux batailles de Mag Tuired (Cath Maighe Tuireadh)
- La Première Bataille de Mag Tuired (Cét-chath Maige Tuired) : un seul manuscrit :
H.2.5, rédigé entre le XIVe et le XVIe siècle et conservé à la TCL, Dublin.
- La Seconde Bataille de Mag Tuired (Cath Dédenach Maige Tuired): deux manuscrits :
Harleian 5280, rédigé au XVIe siècle et conservé au British Museum.
MS. 24 P 9, rédigé vers 1651-1652 (RIA).

#### IV. Giraud de Cambrie
Il existe 4 manuscrits (le manuscrit original est perdu) :
- M : Mm.5.30, rédigé au XIIe siècle et conservé à la University Library de Cambridge.
- H : Harleian 3724, rédigé au XIIIe siècle et conservé au British Museum.
- P : MS.181, rédigé au XVe siècle et conservé à St Peter’s College, Cambridge.
- MS 700, rédigé avant 1438 et conservé à la National Library of Ireland.

#### V. Chronicum Scotorum
Il existe six manuscrits :
- Original : H., Tab. 1, No. 8, rédigé au XVIIe siècle (TCL, Dublin).
- P., 35, 5, rédigé vers la mi-XVIIIe siècle (RIA).
- Trois manuscrits à la RIA.
- Un manuscrit au College of St Patrick’s, Maynooth.

#### VI. Geoffrey Keating
- History of Ireland : ouvrage achevé vers 1634.

#### Le Lebor Gabála Érenn
- Keating G., The History of Ireland, volume I, traduit et annoté par David Comyn, Londres, Irish Texts Society, 1902, 237 pp.
- Ibid., volume II, traduit et annoté par Patrick S. Dinnan, Londres, Irish Texts Society, 1908, 425 pp.
- Kock John T., The Celtic Heroic Age : Literary Sources for Ancient Celtic Europe and Early Ireland and Wales, Andover, Celtic Studies Publications, 1997, 411 pp.
- Lizeray H. et O'Dwyer W. (trad. ), Leabar Gabala, Livre des Invasions de l'Irlande, Paris, Maisonneuve frères et Ch. Leclerc, 1884, 255 pp.
- Macalister R.A.S (trad.), Lebor Gabála Érenn, The Book of the Taking of Ireland, Part I, volume XXXIV, Dublin, ITS, 1932, 2de ed. 1938, 269 pp.
- Ibid., Part II, volume XXXV, Dublin, ITS, 1933, 2de ed. 1939, 273 pp.
- Ibid., Part III, volume XXXIX, Dublin, ITS, 1937, 2de ed. 1940, 206 pp.
- Ibid., Part IV, volume XLI, Dublin, ITS, 1941, 342 pp.
- Ibid., Part V, volume XLIV, Dublin, ITS, 1942, 2de ed. 1956, 581 pp.
- O' Cleirigh Micheál, Leabhar Gabhála, tome I, Dublin, Hodges, Figgis and Co., 1919, 285 pp.

#### Autres sources littéraires sur l'Irlande et la Grande-Bretagne anciennes
- Ammien Marcellin, Histoire, tome V, livres XXVI-XXVIII, texte établi, traduit et commenté par Marie-Anne Marié, Paris, Les Belles Lettres, 1970, 308 pp.
- Fraser J, The First Battle of Moytura dans Eriu, The Journal of the School of Irish Learning, volume VIII, Dublin, Hodges, Figgis and Co, 1916, 1-63.
- Giraud de Cambrie, The first version of the Topography of Ireland by Giraldus Cambrensis, traduit et annoté par John O'Meara, Dundalk, Dundalgan Press, 1951, 121 pp.
- Gray Elizabeth A, Cath Maige Tuired, The Second Battle of Mag Tuired, Dublin, ITS, 1992, 141 pp.
- Guyonvarc'h Christian-J., Mesca Ulad : L'Ivresse des Ulates, Rennes, Ogam, 1962, 38 pp.
- Hennessy William M. (trad.), Chronicum Scotorum, Londres, Longman, Green, Reader and Dyer, 1866, 419 pp.
- Nennius, British History and The Welsh Annals, traduit et annoté par John Morris, London, Phillimore, 1980, 100 pp.
- Nennius, The Irish version of the Historia Britonum of Nennius, traduit et annoté par J.H. Todd, Dublin, Irish Archaeological Society, 1848, 417 pp.
- Stokes Whitley, The Second Battle of Moytura, dans Revue Celtique, tome XII, Paris, Emile Bouillon, 1891, 52-130 et 306-308.
- --, Three Irish Glossaries, Londres, Williams and Norgate, 1892, 416 pp.
- Yeats W.B., Druid Craft : The Writing of the Shadowy Waters, texte traduit et commenté par Michael J., Sidnell, George P. Mayhew et David R. Clarck, Dublin, Dolmen Press, 1972, 349 pp